# Bractwo Kapłańskie Świętego Piotra
Bractwo Kapłańskie Świętego Piotra (łac. Fraternitas Sacerdotalis Sancti Petri, FSSP), potocznie petryści – stowarzyszenie życia apostolskiego na prawie papieskim, zrzeszające katolickich księży tradycjonalistycznych. Zostało założone 18 lipca 1988 roku w opactwie cysterskim Hauterive w Szwajcarii a erygowane przez Papieską Komisję Ecclesia Dei trzy miesiące później i było tej komisji bezpośrednio podległe. Po usunięciu komisji w 2019 roku stowarzyszenie podlegało Kongregacja Nauki i Wiary, zaś od wydania Traditionis custodes w 2021 roku zgromadzenie podlega Dykasterii ds. Instytutów Życia Konsekrowanego i Stowarzyszeń Życia Apostolskiego. Przełożonym generalnym Bractwa od 9 lipca 2024 roku jest ks. John Berg FSSP.

## Charakterystyka
Kapłani zakładający to bractwo wywodzili się ze środowiska abpa Lefebvre'a (należeli do Bractwa Świętego Piusa X), który m.in. krytykował decyzje Soboru Watykańskiego II, a także odrzucał nowy ryt Mszy świętej Pawła VI. Gdy w 1988 roku Jan Paweł II uznał, że abp Lefebvre zaciągnął na siebie ekskomunikę, wyświęcając biskupów bez mandatu Stolicy Apostolskiej, przyszli założyciele FSSP opuścili abpa Lefebvre'a.
Kapłani należący do Bractwa sprawują Mszę, sakramenty i sakramentalia wg klasycznego rytu rzymskiego, posługując się księgami liturgicznymi według wydania z 1962 roku (a więc sprzed reformy Pawła VI, ale już po zmianach wprowadzonych przez Jana XXIII); działają zawsze w porozumieniu z biskupem miejsca. Prawo nie zabrania im używania ksiąg nowych.
W przeciwieństwie do Kapłańskiego Bractwa Świętego Piusa X (FSSPX), FSSP jest zgromadzeniem posiadającym pełny mandat Stolicy Apostolskiej. Pierwszy dom Bractwa św. Piotra został założony w Wigratzbad w Bawarii, na prośbę kard. Ratzingera, późniejszego papieża Benedykta XVI.
Bractwo w niemieckim Wigratzbad oraz amerykańskim Denton prowadzi seminaria duchowne. W Nebrasce (Seminarium Matki Bożej z Guadalupe) przygotowują się także klerycy ze zgromadzenia Synów Najświętszego Odkupiciela (FSsR).
Obecnie do Bractwa należy ponad 500 członków, w tym sześciu księży z Polski.

## Organizacja
Dom generalny bractwa znajduje się we Fryburgu. Stowarzyszenie funkcjonuje w podziale na prowincję północnoamerykańską i dystrykty: francuski, niemieckojęzyczny i Oceanii, w których między innymi działa w ramach diecezji, prowadzi parafie personalne i domy formacji. Prowincjał ma status wyższego przełożonego oraz ordynariusza, który raz na sześć lat zwołuje kapitułę prowincjonalną, która wyznacza z kolei radę prowincjonalną. Także na poziomie dystryktów (obok ich przełożonych) funkcjonują rady, podobnie na najniższym poziomie podziału terytorialnego, jakim jest dom.
Najwyższą władzę w Bractwie sprawuje kapitułą generalna. W formie zwyczajnej zwoływana jest ona raz na sześć lat i wybiera superiora generalnego (tj. najwyższego moderatora), o statusie wyższego przełożonego. Oprócz superiora i prowincjała status ten ma również wikariusz generalny. Konstytucje Bractwa wymieniają także organy: rady generalnej (o kompetencjach m.in. opiniodawczych w stosunku do superiora generalnego); nadzwyczajnej rady generalnej (z uwzględnieniem doradców, ponad asystentów rady zwykłej) oraz rady plenarnej (skład nadzwyczajnej rady generalnej obok przełożonych prowincji i dystryktów).

## Symbolika herbu Bractwa

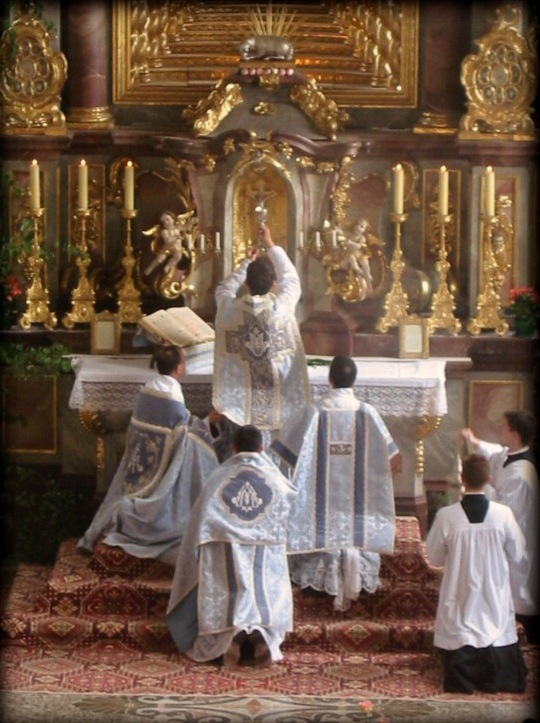
Członkowie bractwa celebrujący tradycyjną Mszę św.

Skrzyżowane klucze przypominają o świętym Piotrze, patronie stowarzyszenia. Wskazują również na Stolicę Apostolską, której Bractwo jest wierne od chwili powstania. Niebieski kolor tła ukazuje oddanie Matce Bożej i powierzenie się Bractwa pod Jej opiekę. Łzy przypominają o trudnych okolicznościach powstania Bractwa. Są również symbolem potrójnego zaparcia się św. Piotra, a później jego potrójnego wyznania miłości Chrystusowi. Ich liczba wskazuje również na charyzmat stowarzyszenia, oparty na trzech filarach: wierności przełożonym, tradycyjnej nauki Kościoła i liturgii łacińskiej.

## Bractwo św. Piotra w różnych krajach
W 2023 roku Bractwo obecne było w 19 krajach, a w Nigerii, Meksyku i Kolumbii prowadzi misje.

### We Francji
Pierwszym przełożonym i organizatorem dystryktu francuskiego był ks. Denis Coiffet (1988-2000), za którego czasów apostolat Bractwa objął Fontainebleau (1988), Narbonę (1988), Perpignan (1988), Saint-Martin-de-Bréthencourt (1988), Le Chesnay (1989), Lyon (1989), Nantes, Besançon, Pélussin, Saint-Étienne (1993), Périgueux (1995), Wersal (1995), Épinal (1996), Bergerac (1997), Saint-Jorioz (1999), Montmirail (2000), a przejściowo Paryż i Strasburg. W czasie rządów ks. Xaviera Garbana (2000–2006) Bractwo pojawiło się w Fontaine-lès-Dijon, Montélimar (2001), Bouloire (2002), St Maurice (2002), Hawrze (2002), Clermont (2003), Sees (2003), Bordeaux (2005), Tarbes (2005) a także czasowo w Angers i Tulonie. We Francheville k. Lyonu otwarto dom formacyjny dla kandydatów do kapłaństwa (rok duchowości, następne etapy kształcenia w seminarium w Wigratzbad). Następcą ks. Garbana został ks. Vincent Ribeton (2006–2015). Pod jego rządami Bractwo utraciło apostolaty w St Maurice, Le Chesnay i Montmirail, a także zamknęło dom formacyjny we Francheville. Duszpasterstwo FSSP objęło natomiast Duingt (2007), Sainte Cecile (2007), Varennes-lès-Mâcon (2007), Dole (2008), St-Langis-lès-Mortagne (2008), Saint-Maur-des-Fossés (2008), Chartres (2008), Auxerre (2008), Meaux (2008), Chalon-sur-Saône (2009), Bourges (2009, przeniesiono tu w 2014 roku z Brannay siedzibę dystryktu), Pau (2009), Paryż (2010), Caen (2010), Les Sables-d’Olonne (2011), Tours (2011), Valence (2011), Châteauroux (2012), Le Mans (2013), Lourdes (2013), Vernon (2014). 
Od 2015 roku dystryktem francuskim kieruje ks. Benoit Paul Joseph, za którego czasów Bractwo otworzyło apostolaty w Butry sur Oise (2016), Quimper (2016), Saint-Pol-de-Léon (2016, w 2020 przeniesiony do Sainte-Sève), Verdun (2016), Grenoble (2017), Luçon (2017), Vienne (2017), Sens (2017), Arcachon (2018), Clermont-Ferrand (2019), Le Plessis-Robinson (2019) i Viry-Châtillon (2020).

### W Kanadzie
Do tej pory Bractwo otworzyło swoje placówki w Ottawie (1995), Calgary (1998), Vancouver (2000), Thorold, Edmonton (2005), Québec (2007), Montrealu (2016). Przejściowo istniał też apostolat w Toronto (2008–2010).

### W Kolumbii
W 2004 roku biskup Girardot Hector Hurtado zaprosił FSSP do swojej diecezji, a w 2006 roku erygowano kanonicznie dom pw. św. Marcina z Porres.

### W Polsce
29 czerwca 2011 roku w Uroczystość św. Apostołów Piotra i Pawła, Generał Bractwa św. Piotra kanonicznie erygował dom zakonny zgromadzenia w Krakowie.
Księża z Bractwa sprawują liturgię w kilku świątyniach rzymskokatolickich, do których należą kościół świętego Łazarza w Krakowie, kościół św. Jakuba w Myśleniach, kościół św. Anny z Nowym Targu, kościół Ducha Świętego w Pobiedziskach, kaplica Sióstr Służebniczek przy Szpitalu Powiatowym w Szamotułach i kaplica Szpitala Powiatowego we Wrześni.

### W Czechach
Pierwszą implantacją FSSP w tym kraju był apostolat prowadzony przez polskiego księdza Tomasza Dawidowskiego w Teplicach i Kostomlatach, ale okazał się on bardzo nietrwały (2003–2004). Ponownie Bractwo osiedliło się w Czechach w 2018 roku, a jego posługa objęła Czeskie Budziejowice (2018), Rimov (2018) i Nepomuk (2019).

### W Austrii
Pierwsze apostolaty Bractwa powstały w Salzburgu (1989), Wiedniu, Linzu (1995) i Innsbrucku. Następnie duszpasterstwo FSSP objęło Schardenberg, Graz, Bad Waltersdorf (2017), Lanzenkirchen (2017) i Atzbach (2018)

### We Włoszech
Do tej pory otworzono apostolaty w Wenecji (2006), Rzymie (2008), Bolzano (2013) i Bressanone (2014). Przejściowo duszpasterstwo Bractwa objęło też Mirano (2016–2018).

### W USA
Pierwszym przełożonym i organizatorem dystryktu północnoamerykańskiego był późniejszy przełożony generalny ks. Arnaud Devillers, pierwszy apostolat Bractwa w Stanach Zjednoczonych otwarto w 1991 roku w Dallas, a kolejne m.in. w Sacramento (1997), Colorado Springs (2000), Coeur d’Alene (2002), Phoenix (2005), Clarkdale (2005), Seattle (2008), San Diego (2008), Minneapolis (2013), Los Angeles (2014), El Paso (2014), Tacoma (2015), Fresno (2016), Allentown (2016), Baltimore (2017), Conshohocken (2018), Providence (2018).